# Xenodon
Xenodon is een geslacht van slangen uit de familie toornslangachtigen (Colubridae) en de onderfamilie Dipsadinae.

## Naam en indeling
Er zijn twaalf soorten, de wetenschappelijke naam van de groep werd voor het eerst voorgesteld door Heinrich Boie in 1826. De slangen werden eerder aan andere geslachten toegekend, zoals Heterodon en Lystrophis.

## Uiterlijke kenmerken
De slangen bereiken een lichaamslengte tot meer dan een meter inclusief de staart. De lichaamskleur is bruin met donkere vlekken en strepen. De dieren worden wel 'schijnadders' genoemd vanwege de kleuren die lijken op gevaarlijke soorten die tot de geslachten lanspuntslangen uit het geslacht Bothrops behoren. Deze gelijkenis wordt wel mimicry genoemd.

## Levenswijze
Alle soorten zijn bodembewonend en overwegend overdag actief. Het zijn goede zwemmers die vaak te vinden zijn in de buurt van oppervlaktewateren, op het menu staan voornamelijk amfibieën. De verschillende soorten staan bekend als agressief en niet bang uitgevallen. Als ze worden verstoord worden schijnaanvallen uitgevoerd waarbij hevig wordt gesist. De slangen kunnen bij een aanval meerdere keren bijten. Als dit geen vruchten afwerpt doen de dieren alsof ze dood zijn en rollen op hun rug.

## Verspreiding en habitat
Vertegenwoordigers van dit geslacht komen voor in delen van Midden- en Zuid-Amerika en leven in de landen Mexico, Guatemala, Honduras, Nicaragua, Belize, El Salvador, Costa Rica, Panama, Colombia, Venezuela, Ecuador, Brazilië, Bolivia, Peru, Guyana, Suriname, Frans-Guyana, Argentinië, Uruguay en Paraguay. De habitat bestaat uit vochtige tropische en subtropische laagland- en bergbossen, vochtige savannen, droge bossen, scrublands en graslanden.

## Beschermingsstatus
Door de internationale natuurbeschermingsorganisatie IUCN is aan alle soorten een beschermingsstatus toegewezen. De slangen worden beschouwd als 'veilig' (Least Concern of LC).

## Soorten
Het geslacht omvat de volgende soorten, met de auteur en het verspreidingsgebied.
| Naam                   | Auteur                          | Verspreidingsgebied |
| ---------------------- | ------------------------------- | --- |
| Xenodon dorbignyi      | Bibron, 1854                    | Paraguay, Brazilië, Argentinië, Uruguay |
| Xenodon guentheri      | Boulenger, 1894                 | Brazilië |
| Xenodon histricus      | Jan, 1863                       | Brazilië, Uruguay, Paraguay, Argentinië |
| Xenodon matogrossensis | Scrocchi & Cruz, 1993           | Brazilië |
| Xenodon merremii       | Wagler, 1824                    | Guyana, Suriname, Frans-Guyana, Brazilië, Venezuela, Paraguay, Argentinië, Bolivia, Uruguay                                                                            |
| Xenodon nattereri      | Steindachner, 1867              | Brazilië, Argentinië, Uruguay |
| Xenodon neuwiedii      | Günther, 1863                   | Brazilië, Paraguay, Argentinië |
| Xenodon pulcher        | Jan, 1863                       | Brazilië, Bolivia, Paraguay, Argentinië |
| Xenodon rabdocephalus  | Wied, 1824                      | Mexico, Guatemala, Honduras, Nicaragua, Belize, El Salvador, Costa Rica, Panama, Colombia, Venezuela, Ecuador, Brazilië, Bolivia, Peru, Guyana, Suriname, Frans-Guyana |
| Xenodon semicinctus    | Duméril, Bibron & Duméril, 1854 | Argentinië, Bolivia |
| Xenodon severus        | Linnaeus, 1758                  | Brazilië, Venezuela, Colombia, Ecuador, Peru, Bolivia, Frans-Guyana, Guyana                                                                                            |
| Xenodon werneri        | Eiselt, 1963                    | Frans-Guyana, Brazilië |